# Vivian El Jaber
Vivian El Jaber (Buenos Aires, 17 de noviembre de 1965) es una actriz, comediante y dramaturga argentina.

## Biografía
De padre de ascendencia siria y de madre portuguesa, El Jaber nació en Buenos Aires, Argentina. Estudió actuación desde 1984 a 1988 junto con Norman Briski y Roberto Saiz. Sus primeros papeles fueron en 1986 con De la pupila para adentro, Caperucita Roja, F.E.A y otros trabajos. El Jaber también es autora, de hecho ganó la 2.ª Bienal de Arte Joven en Buenos Aires, gracias a la obra F.E.A.
Desde el año siguiente ha estado activo en el sector publicitario. Luego participó en algunos trabajos que lo llevaron al éxito en Argentina, como El cuento del violín, Patito feo y Té negro.
Llega a la televisión en 1992 con De la cabeza, donde interpreta a varios personajes, luego continúa con programas como Cha cha cha, Mía solo mía y Trillizos,Dijo la partera. 
También participó en la telenovela Máximo corazón, transmitida en países como en Italia y fue una de las coestrellas del Palermo Hollywood Hotel. En 2007 coprotagonizó Patito feo, donde interpreta el papel de Dorinha. 
El 25 de mayo de 2007, tuvo un accidente de tráfico cuando iba a actuar en la versión teatral de Patito feo, pero la actriz salió sin heridas graves. En 2010 estuvo en el elenco de Alguien que me quiera, en el papel de Bianca, pero después de un período de grabación, la actriz decidió retirarse del programa.
También estuvo en el reparto protagonista de la obra El impostor apasionado junto con Martín Bossi, desde 2007 hasta 2010.
Sus trabajos más destacados en su carrera fueron: en el ámbito teatral, El Frac Rojo de Carlos Gorostiza con dirección del mismo autor, F.E.A de su autoría, obra ganadora de la 2.ª bienal de arte joven, “De la Pupila para Adentro”, de su autoría, es invitada al 1.er Congreso Internacional de escritores para adolescentes y niños. 
También ha trabajado en tiras televisivas destacadas como: Gasoleros, Tiempo final y Floricienta. Entre 2013 y 2014 vuelve a trabajar con su colega y compañero de la vida Alfredo Casero en las ficciones Farsantes y Guapas.

## Filmografía

### Televisión
| Ficciones | Ficciones                            | Ficciones                | Ficciones                | Ficciones  |
| Año       | Título                               | Personaje                | Notas                    | Canal      |
| --------- | ------------------------------------ | ------------------------ | ------------------------ | ---------- |
| 1990      | Estafa de amor                       | Matilde Pascual          | Recurrente               | Canal 9    |
| 1992      | La bonita pagina                     | Telma                    | Participación            | ATC        |
| 1996      | Como pan caliente                    | Amalia                   | Participación            | Canal 13   |
| 1997      | Mía sólo mía                         | Nelida "Nelly" Contreras | Antagonista              | Telefe     |
| 1997      | El arcangel                          | Soledad Guevara          | Recurrente               | Telefe     |
| 1998      | Gasoleros                            | Dina                     | Participación            | Canal 13   |
| 1999      | Trillizos, dijo la partera           | Herminia                 | Participación            | Telefe     |
| 2000      | Tiempo final                         | Viviana "Vivi"           | Episodio: "El autografo" | Telefe     |
| 2000      | Estación de noche                    | Teresa                   | Participación            | Telefe     |
| 2001      | Cancheritos                          | Barbara                  | Recurrente               | América TV |
| 2001      | Cuatro amigas                        | Cynthia                  | Recurrente               | Telefe     |
| 2002-2003 | Máximo corazón                       | Graciela                 | Participación            | Telefe     |
| 2004      | Los de la esquina                    | Zulma Reyes              | Antagonista              | TV Pública |
| 2004      | Mosca & Smith                        | Perla                    | Participación            | Telefe     |
| 2005      | Los Roldán                           | Mara                     | Participación            | El Nueve   |
| 2005      | Floricienta                          | Ivonne                   | Participación            | Canal 13   |
| 2005      | Botines                              | Mucama                   | Episodio: "Acorralados"  | Canal 13   |
| 2006      | Amas de casa desesperadas            | Griselda                 | Participación            | Canal 13   |
| 2007-2008 | Patito feo                           | Dorinha                  | Recurrente               | Canal 13   |
| 2010      | Alguien que me quiera                | Brenda "Coca" Reinoso    | Elenco secundario        | Canal 13   |
| 2012      | El Pueblo del Pomelo Rosado          | Etelvina Rosso           | Protagonista             | TV Pública |
| 2013-2014 | Farsantes                            | Isabel de Labrapoulos    | Elenco secundario        | El Trece   |
| 2014-2015 | Guapas                               | Débora Spritz            | Elenco secundario        | El Trece   |
| 2014-2015 | Viudas e hijos del rock and roll     | Martita Cano             | Participación            | Telefe     |
| 2016      | Educando a Nina                      | Selva Juárez             | Antagonista              | Telefe     |
| 2018      | La caída                             | Mónica                   | Coprotagonista           | TV Pública |
| 2019      | Argentina, tierra de amor y venganza | Alfreda Sforza           | Antagonista              | El Trece   |

| Programas      | Programas               | Programas         | Programas             | Programas  |
| Año            | Título                  | Personaje         | Notas                 | Canal      |
| -------------- | ----------------------- | ----------------- | --------------------- | ---------- |
| 1992-1993      | De la cabeza            | Varios personajes | Actuación en sketches | América TV |
| 1993-1995-1997 | Cha cha cha             | Varios personajes | Actuación en sketches | América TV |
| 2006           | No hay 2 sin 3          | Varios personajes | Actuación en sketches | El Nueve   |
| 2006           | Palermo Hollywood Hotel | Varios personajes | Actuación en sketches | El Nueve   |

### Cine
| Año  | Título               | Personaje   |
| ---- | -------------------- | ----------- |
| 2004 | El 48                | Mirta       |
| 2004 | Chiche Bombón        | Hija chusma |
| 2007 | Tocar al cielo       | Sandra      |
| 2011 | Un cuento chino      | Rosa        |
| 2013 | El loro y el cisne   | Celina      |
| 2017 | Casa Coraggio        | Samira      |
| 2019 | Delfín               | Silvana     |
| 2021 | En la cabeza de papa | Marta       |
| 2022 | Alerta disparo       | Marcia      |
| 2022 | Amor del mercado     | Claudia     |
| 2023 | Casi muerta          | Dra. Rey    |

| Año  | Título                | Personaje    |
| ---- | --------------------- | ------------ |
| 2001 | Edificio sur          | Vecina       |
| 2002 | Rosca de pascua       | Silvia       |
| 2005 | Limonada              | Vendedora    |
| 2008 | Todos aquellos        | Justina      |
| 2010 | Pastelitos            | Abuela       |
| 2012 | Matadera              | Julisa       |
| 2020 | Muertos infectados    | Rita         |
| 2021 | Cuarto B              | Limpiadora   |
| 2023 | El brillo de la mujer | Mujer madura |

## Teatro
- De la pupila para adentro, dirigida por Roberto Saiz (1986)
- El frac rojo, dirigida por Carlos Gorostiza (1988)
- Las Papakiriaquidas, dirigida por Diego González (1988 - escrito por El Jaber)
- F.E.A., dirigida por Diego González (1991-1993)
- La cantante calva, de Eugène Ionesco (1995-1996)
- Ansata, dirigida por Mónica Gazpio y Vivian El Jaber (2000)
- Derechas, dirigida por José María Muscari (2001)
- Té negro, de Vivian El Jaber (2002-2003)
- El cuento del violín, dirigida por Gastón Cerana (2005-2006)
- Patito feo: La historia más linda en el Teatro, dirigida por Ricky Pashkus (2007)
- M, el impostor, dirigida por Ana Sans, con Manuel Wirzt (2009)
- El impostor apasionado, dirigida por Evelyn Bendjeskov, con Manuel Wirtz (2010-2011)
- Tootsie, dirigida por Mariano Demaria, con Nicolás Vazquez (2023-2024)

## Reconocimientos
| Año  | Premio                  | Categoría            | Telenovela           | Resultado |
| ---- | ----------------------- | -------------------- | -------------------- | --------- |
| 1993 | Premio Sin Cortes       | Revelación Femenina  | Cha Cha Cha          | Ganadora  |
| 2005 | Premio Teatro del Mundo | Mejor interpretación | El cuento del violín | Ganadora  |
| 2014 | Premio Martín Fierro    | Actriz de reparto    | Farsantes            | Ganadora  |